# Skawina Zachodnia
Skawina Zachodnia – przystanek kolejowy, niegdyś stacja kolejowa w Skawinie, w województwie małopolskim, w powiecie krakowskim.
Budynek stacji zbudowany w 1954 roku. Mieści przy Osiedlu Awaryjnym w pobliżu Elektrowni Skawina i Zakładów Metalurgicznych Skawina. Obecnie budynek jest zdewastowany, czynna tylko część mieszkalna.
13 marca 2022 roku oddano do użytku przystanek w nowej lokalizacji w związku z czym stary przystanek został zlikwidowany.

## Ruch pasażerski
| Rok  | Wymiana pasażerska na dobę |
| ---- | -------------------------- |
| 2017 | –                          |
| 2022 | 50-99                      |